# Konditor
Konditor er en erhvervsuddannelse hvor man er specialist i at fremstille kager og andre søde sager.
Uddannelsen varer fire år og seks måneder. Eleven lærer at fremstille alle typer kager. Desuden er desserter, is og marcipan en del af pensum, ligesom det at fremstille dekorationer og figurer i bagværk og konditori er det.